# Ronny Rosenthal
Ronny Rosenthal (hebrejsky רוני רוזנטל‎‎; * 4. října 1963), také znám pod přezdívkou Rocket Ronny, je bývalý izraelský fotbalista. Kariéru zahájil ve městě Haifa, kde se narodil. Hrál za Maccabi Haifa, poté odešel hrát do belgických klubů Club Brugge a Standard Liège. V roce 1990 přestoupil do Liverpoolu za 1,1 milionu liber a stal se prvním nebritským fotbalistou, který přestoupil do anglického klubu za více než jeden milion. Po čtyřech sezónách v Liverpoolu Rosenthal zakončil kariéru v Tottenhamu Hotspur a ve Watfordu. Mezi lety 1983 a 1997 nastoupil šedesátkrát za izraelskou reprezentaci a vstřelil 11 gólů.